# 森山享
森山 享（もりやま とおる）は、元TBSテレビ制作1部所属の日本のディレクター、演出家、プロデューサー。現TBSホールディングスグループデザイン局担当局次長、株式会社TBSグロウディア執行役員。

## 監督

### テレビドラマ
- ウルトラ38番目の弟 (TBS)
- 痛快!ロックンロール通り (TBS)
- オイシー!のが好き (TBS)
- 思い出に変わるまで（TBS、1990年）
- テキ屋の信ちゃん (TBS)
- クリスマスイヴ (TBS)
- クリスマスイヴからはじめよう（TBS)
- あしたがあるから (TBS)
- 高校教師 (TBS)
- 課長サンの厄年 (TBS)
- いつも心に太陽を (TBS)
- 冠婚葬祭部長 (TBS)
- 硝子のかけらたち (TBS)
- P.S. 元気です、俊平 (TBS)
- 理想の上司 (TBS)
- アドベンチャー探偵シリーズ (TBS)
- 怪談新耳袋「たけしくん」「板人形」「白いひも」「あそぼ」 「頼んだで」（BS-i、2003年-）
- 意外とシングルガール（TBS）

## 演出

### テレビドラマ
- 高校教師（TBS、1993年）
- 課長さんの厄年（TBS、1993年）
- いつも心に太陽を（TBS、1994年）

| スタブアイコン | サブスタブ | この項目は、まだ閲覧者の調べものの参照としては役立たない、人物に関連した書きかけの項目です。この項目を加筆・訂正などしてくださる協力者を求めています（P:人物伝/PJ:人物伝）。 |